# Komethafen
Komethafen ist eine (eventuell heute nicht mehr gebräuchliche bzw. nicht offizielle) Bezeichnung für eine kleine Lagune an der Nordküste Neubritanniens innerhalb der Eleonora Bay westlich der Willaumez-Halbinsel in der Provinz West New Britain Province.
Die Bucht gehört damit zur Bismarcksee und ist nur wenige hundert Meter Breit. Eine Nehrung begrenzt den meerseitigen Zugang zur Bucht auf eine enge westliche Zufahrt.
Die Namensgebung der Bucht erfolgte, da die Bucht nach Ausbruch des Ersten Weltkriegs und der Invasion der Deutschen Kolonie Neuguinea durch australische Streitkräfte Zufluchtspunkt der Regierungsyacht der Kolonie Komet war. Das Schiff, das mit einer Funkausrüstung ausgestattet war, ankerte dort, bis es am 9. Oktober 1914 von Truppen der Australian Naval and Military Expeditionary Force aufgebracht wurde.
An der östlichen Küste der Lagune liegt die Linga Linga Plantage, die am 11. März 1944 Schauplatz einer Landung von US-Marineinfanterie wurde. Die US-Truppen verfolgten das Ziel, japanischen Einheiten den Rückzugsweg aus dem westlichen Neubritannien in Richtung Rabaul abzuschneiden. In der Folge kam es in der Umgebung der Lagune zu einigen Kämpfen, bis die Marines am 18. März wieder abgezogen wurden.